# He Xiangjian
He Xiangjian (en chino, 何享健; pinyin, Hé Xiǎngjiàn, nacido el 5 de octubre de 1942) es un empresario chino. Fue cofundador de Midea, una de las compañías más grande de China y, con el tiempo, la empresa de electrodomésticos más grande del mundo. 

## Biografía
En 1968 dirigió a un grupo de 23 residentes locales de la ciudad de Beijiao, en la provincia de Cantón, para formar un taller de producción de pequeños electrodomésticos, que andando el tiempo se convirtió en el gigante Midea Group. He Xiangjian está casado y tiene tres hijos. Vive en la ciudad de Foshán. Su hijo He Jianfeng es director general de Midea Group y responsable de Midea Real Estate Holding.
Con un patrimonio neto de $9 300 millones de dólares en enero de 2015, es la novena persona más rica de China, y la 136a más rica del mundo, según la revista Forbes. Xiangjian ocupó previamente el puesto número 6 en la lista de Forbes 2010 de empresarios chinos multimillonarios. Al año siguiente ocupó el puesto número 9 en esa misma lista Forbes 2011.